# Camors
Camors (Kamorzh trong tiếng Bretagne) là một xã ở tỉnh Morbihan trong vùng Bretagne tây bắc Pháp. Xã này có diện tích 37,09 km², dân số năm 1999 là 2353 người. Khu vực này có độ cao từ 27-137 mét trên mực nước biển.
Cư dân của Camors danh xưng trong tiếng Pháp là Camoriens.